# Trönö nya kyrka
Trönö nya kyrka är en kyrkobyggnad i Trönö i Uppsala stift. Den är församlingskyrka i Norrala-Trönö församling.

## Kyrkobyggnaden
Kyrkan byggdes i slutet av 1800-talet, stod färdig 1895 enligt Axel Fredrik Nyströms ritningar och ersatte då Trönö gamla kyrka. Trönö nya kyrka var då en av Sveriges största landsortskyrkor. Kyrkan byggdes i rött, lokaltillverkat tegel.

## Kyrkobranden 1998
Kyrkan totalförstördes i en brand 11 november 1998 efter att man i några år renoverat den. Vid branden gick flera kulturskatter förlorade, däribland flera mässhakar från 1400- och 1700-talet och en dopfunt tillverkad av Lars Bodin. Kyrkan återinvigdes 2001. Den renoverade kyrkan har en ljus och modern stil och det som förut utgjorde kyrkorummet har delats upp i ett kyrkorum och en skyddad inhägnad som utgörs av de gamla murarna.

## Galleri

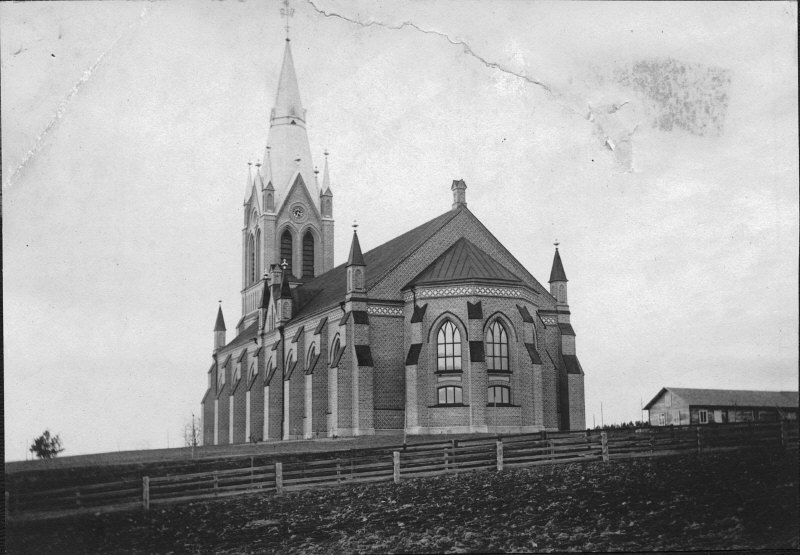
Kyrkan 1897. Sedd från öster.
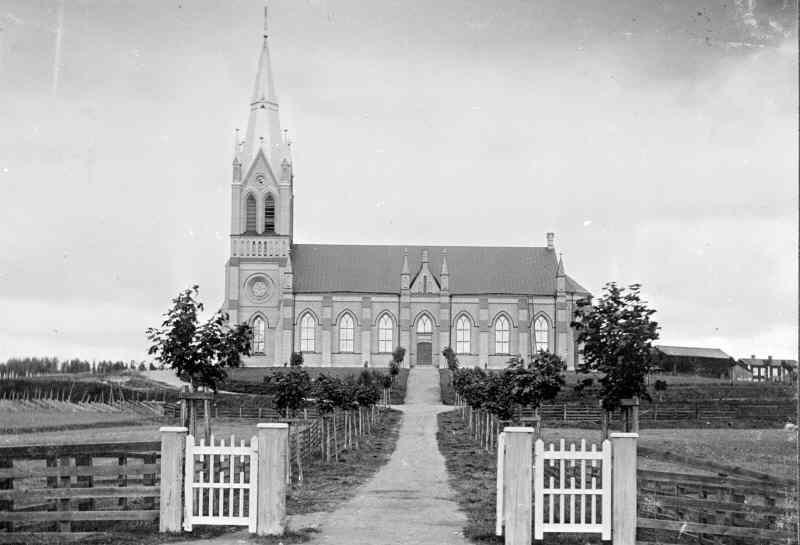
Trönö nya kyrka 1901. Sedd från söder.
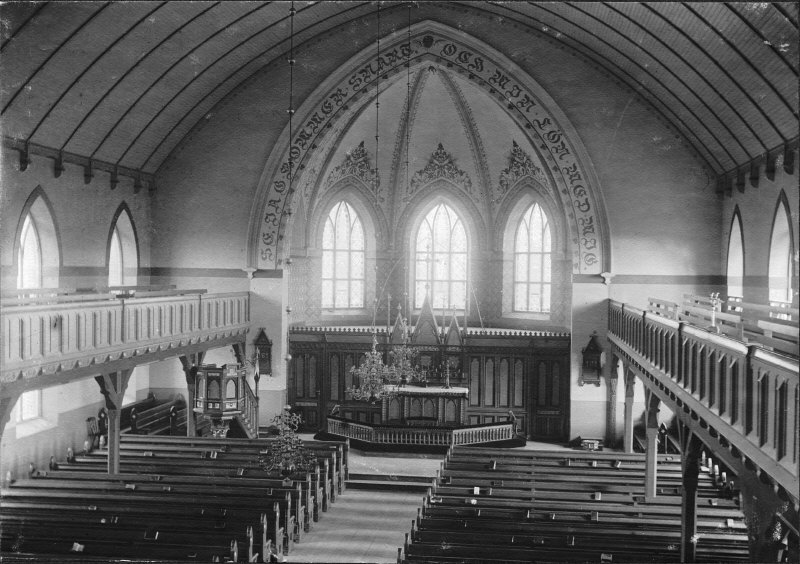
Interiör mot öster 1901.

### Webbkällor
Halsingland.com